# Gymnobela petiti
Gymnobela petiti é uma espécie de gastrópode do gênero Gymnobela, pertencente a família Raphitomidae.